# LOVE PSYCHEDELICO
LOVE PSYCHEDELICO（ラブ・サイケデリコ）は、ボーカルのKUMIとギターのNAOKIの男女二人による日本のロックデュオ。略称はデリコ。所属レーベルはビクターエンタテインメント、所属事務所はJVCエンタテインメント。

## 概要
1997年に青山学院大学の音楽サークルで結成。もともとは大学でNAOKIがKUMIに声を掛けたことをきっかけになにげなく始まったバンドで、当初はプロデビューなどという野心はまったくなかった。2人を中心にバンド形態で活動をスタートするが、メンバーが入っては辞めての繰り返しで、ファースト・アルバムも、バンドが無くなって後任のベースとドラムとキーボードを探すまでの間にデモテープのつもりで2人だけで作っていたものだった。そのテープがたまたまレコード会社に渡り、アコースティック・ギターとボーカルを録り直した以外はほとんどそのままの形でCDになり世に出た。
本来のバンド名は「LOVE PSYCHEDELIC ORCHESTRA」であったが、長すぎるためORCHESTRAの頭文字「O」のみをPSYCHEDELICの後ろにつけ、現在の名称になった。
2004年にはアジアツアーを開催し、2008年にはL.A.を拠点とするインディーズレーベルHacktone Recordsよりアルバム『This is LOVE PSYCHEDELICO』で正式に米国デビューを果たすなど、海外での活動も展開している。アメリカデビューは彼らの音源を聞いたレーベルのプレジデントのデヴィッド・ゴーマンからの数年越しのラブコールに応えることで実現したもの。それをきっかけにハリウッドの伝説的なライブハウスであるトルバドールで公演するなど、しばらくL.A.と日本とを行き来しながら活動を続けた。また香港、上海、台湾などのアジア圏では2000年のデビュー当時から「愛的魔幻」の呼び名で親しまれ、香港のロック・フェスティバルにヘッドライナーとして出演するなど絶大な人気を誇っている。
デビュー当時は自らがDJを務めるFMラジオを主体にプロモーション活動を展開。2人はメディアに出ずCDジャケットも象徴的なイラストを使用し、どんな人間がやっているのか、どのようなバンドかなど、すべてがベールに包まれたまま、純粋に楽曲の力だけでミリオンヒットを記録した。2ndアルバムリリース後は自分たちでバンド・メンバーを集めて全国ツアーを行ったり各地のフェスティバルへ出演したりするなど、ライブ活動に対してより積極的になる。映画やテレビドラマへの主題歌の提供や地上波の音楽番組への出演など、メディアにも積極的に関わるようになる。

## メンバー
- KUMI（クミ、1976年4月11日（49歳） - 、東京都生まれ・千葉県出身）[15]
  - ボーカル・ギター他を担当。
  - 帰国子女で2歳から7歳までサンフランシスコに住んでいた[2][6]。
  - 音楽を聴き始めたのは大学以降。青山学院入学後、ビートルズ、ボブ・ディランやローリング・ストーンズ、レッド・ツェッペリンといった1970年代の音楽が好きだということに気づいた[16]。フェイバリット・シンガーはシェリル・クロウ、ジャニス・ジョプリンなど[17]。ギターを始めたきっかけはボブ・ディランの「ミスター・タンブリン・マン」で、ギターを弾きながら歌うスタイルに魅かれた[18]。2010年3月9日に10歳年上の一般男性と結婚するが、2015年に離婚[5][19]。3年後の2018年元日にMellowhead・PLAGUESの深沼元昭との再婚を発表した[20]。2021年、深沼らと新バンド「Uniolla」を結成、11月にアルバム「Uniolla」をリリースした[21]。
- NAOKI（ナオキ、1973年7月21日（51歳） - 、静岡県出身）[15]
  - ギター・ベース他担当。
  - 本名：佐藤直樹（さとう なおき）。初期のリリース作品にはNAOKI SATOと表記されていた。敬愛するミュージシャンはローリング・ストーンズ、ヴァン・ヘイレン、ビートルズ、ジョン・レノンなど[17][22]。ジョン・レノンの影響もあり、ライブ中に缶ビールを飲むパフォーマンスをよく行う。THE BAWDIESのプロデュースを行っている。バンド・ペトロールズのトリビュート・アルバム『WHERE, WHO, WHAT IS PETROLZ?』（2017年）に、シンガーソングライターのReiとTHE BAWDIESのボーカルROYとともに、それぞれのイニシャルを配したユニット「R'N'R」として参加している[23][24]。

### サポートメンバー

#### 2004年 - 2015年
2004年秋の全国ツアー「Mind across the universe 2004」から10年近く、ほぼ固定化されていたバンドメンバー。その期間、ステージもスタジオの作業もずっと同じメンバーで続け、メンバーの日程がそろわないとライブをやらないほどだった。またライブやレコーディングだけでなく、ミュージック・ビデオに出演することも多かった。
- 堀江博久（NEIL & IRAIZA）：鍵盤楽器、ギター担当
- 高桑圭（Curly Giraffe、HONESTY、元GREAT3）：ベース担当
- 白根賢一（GREAT3）：ドラム担当
- 権藤知彦（METAFIVE、anonymass、pupa）：コンピュータオペレーション・プログラミング、ユーフォニアム担当

#### 2017年 -
10年以上活動を共にしたバンドに代わって結成された。それまでのライブでは楽曲の再現性を重視してミュージックシーケンサーによる同期に頼ることも多かったが、よりオーガニックなサウンドで表現するためにメンバーと編成が一新された。
- 深沼元昭（PLAGUES、Mellowhead、GHEEE）：ギター担当
- 高桑圭：ベース担当
- 坂東慧（T-SQUARE）：ドラム担当
- 冨田政彦：ドラム担当
- 松本圭司（元T-SQUARE）：キーボード担当
- 福長雅夫：パーカッション担当

#### スペシャルバンド
2015年のアジアツアーのバンドメンバー。
- 長岡亮介（ペトロールズ、東京事変）：ギター担当
- 千葉広樹（Kinetic、rabbitoo、サンガツ）：ベース担当
- 坂東慧（T-SQUARE）：ドラム担当
- 権藤知彦（METAFIVE、anonymass、pupa）：ホーン、コンピュータ・オペレーティング担当

#### ゲストメンバー
- レニー・カストロ：パーカッション担当
- 高橋幸宏：ドラム担当

#### 過去のサポートメンバー
- わた流D：ベース担当

#### レコーディング
- 清水俊也：キーボード
- 長田進：ギター
- 山田信正（amp'box Recording studio）：レコーディング・エンジニア、ドラム担当
  - デビュー当時から長年ミキシングを担当していた、スタジオにおけるキーパーソン[27][28]。

## 来歴
1997年1月、青山学院大学の音楽サークルACM（Aoyama Creative Music）にて結成。元は数名からなるバンドだったが、音楽性の違いから、最終的にKUMIとNAOKIのデュオとなる。
1999年11月、FM局に楽曲を応募。放送後にリスナーから問い合わせが殺到する。複数の音楽関係者の目に止まり、多くの事務所・レコード会社から声がかかる。
2000年1月、タワーレコードを中心にインディーズで100円で限定カセットを販売。同年4月21日、シングル『LADY MADONNA 〜憂鬱なるスパイダー〜』でビクターエンタテインメントよりデビュー。
2001年1月、1stアルバム『THE GREATEST HITS』をリリース、160万枚を超える売り上げを記録した。3月、アメリカの音楽フェスティバル「SXSW」に出演し、全米のライブハウスを回る。
2002年1月9日、短期集中で作られた2ndアルバム『LOVE PSYCHEDELIC ORCHESTRA』をリリース。アルバムタイトルは現在のネーミングになる以前に名乗られていたバンド名であり、このアルバムはセルフ・タイトルド・アルバムである。
2003年、8thシングル『My last fight』をリリース。フジテレビ系テレビドラマ『ハコイリムスメ!』のエンディングテーマに採用される。
2004年、3rdアルバム『LOVE PSYCHEDELICO III』をリリース。このアルバムからセルフプロデュースになった。オープニングナンバーの『Everybody needs somebody』が映画『ホテルビーナス』のテーマソングに起用される。10月、2年ぶりの全国ツアー「Mind across the universe 2004」を開催。11月には初のアジア・ワンマン・ツアー（韓国・香港）を行う。
2005年、限定で初のベストアルバム『Early Times』をリリース。オリコン2週連続1位を記録。5月27日、初の日本武道館公演を成功させた。6月、台湾公演を行う。9月7日、彼らのプライベートスタジオ「Golden Grapefruit Recording Studio」が完成し、以後レコーディングはここで行うこととなる。またこの年の暮れにオノ・ヨーコと初めて会い、以降、「ジョン・レノン スーパー・ライヴ」に毎年出演するようになる。
2006年4月7日より、NHK総合のテレビ番組『英語でしゃべらナイト』新オープニングテーマ曲として、デリコがアレンジしたビートルズのカバー曲「HELP!」が流れる。また同日、本人達が出演しているシーンも放送された。
2007年、フジテレビ『僕らの音楽-OUR MUSIC-』に出演、番組内で初のテレビライブとオノ・ヨーコとの対談の模様が放送された。6月、プライベートスタジオと同名の4thアルバム『Golden Grapefruit』をリリース。10月から全国ツアー「LOVE PSYCHEDELICO 2007 GOLDEN GRAPEFRUIT TOUR」を開催。
2008年5月20日、アルバム『This Is Love Psychedelico』で米国デビューを果たす。また、その日本盤も6月18日に、ライブ映像やPVを収めたDVD『GOLDEN GRAPEFRUIT BOX』と同時発売された。
2009年12月2日、『FNS歌謡祭』に初出演し、ジョン・レノン&オノ・ヨーコの「ハッピー・クリスマス（戦争は終った）」を披露した。生放送のテレビ番組への出演もこれが初めてであった。
2010年1月、5thアルバム『ABBOT KINNEY』をリリース。6月から全国ツアー『LOVE PSYCHEDELICO 2010 “ABBOT KINNEY” CONCERT TOUR』を開催。7月、香港・台湾でワンマン公演。8月、SMAPに楽曲「This is love」を提供。
2013年4月17日、6thアルバム『IN THIS BEAUTIFUL WORLD』をリリース。5月より約3年ぶりとなる全国ツアー「LOVE PSYCHEDELICO TOUR 2013 "IN THIS BEAUTIFUL WORLD"」を開催。サポートには普段のバンドメンバーに加え、TOTOの初期から後期までアルバムやライブのサポートを務めたことでも知られる世界トップクラスのパーカッショニスト、レニー・カストロも参加。
2014年、2人だけで行なう初のアコースティックライブを開催。ステージ上にアコースティックギターやベース、エレキギター、マンドリン、スティールギターといった複数の楽器を並べ、終始二人が曲に合わせて楽器を持ち替えながらパフォーマンスした。
2015年2月18日、デビュー15周年記念ベストアルバム『LOVE PSYCHEDELICO THE BEST I』と『LOVE PSYCHEDELICO THE BEST II』をリリース。5月から7月にかけて、2枚のベストアルバムを携えて全国ツアー「LOVE PSYCHEDELICO 2015 -15th ANNIVERSARY TOUR-『THE BEST』」を開催。このツアーでは、サポートドラマーとして高橋幸宏がバンドに帯同。11月、アジアツアーを開催。27日に香港でアジア最大規模のロックフェスの1つ「Clockenflap 2015」にヘッドライナーで出演後、29日には台湾・国際コンベンションセンターでワンマンライブ「LOVE PSYCHEDELICO 2015-15th ANNIVERSARY TOUR 『THE BEST』- in TAIWAN」を行う。
2017年9月よりメンバーを一新した新体制のバンドでの全国ツアーを開催する。

## 音楽性
NAOKIのギターリフが印象的な洋楽的サウンドとKUMIが手がける日本語と英語が混在した歌詞と歌唱が彼らのスタイル。
クラシック・ロックなどの洋楽がルーツミュージックでありながら、クラブミュージックの影響を受けた打ち込みを中心とするリズムトラックなど90-00年代の現代的なセンスに裏打ちされたサウンド・プロダクトは、一見、懐古趣味に見えて、しっかりと当時のリアルタイムのサウンドを取り込んでいた。
デビューからずっとリフを中心にした曲を作っていたが、結成から20年を経て、メロディとコードを主体とした曲作りも行うようになった。
楽曲制作では、作曲やアレンジだけでなく、歌詞も2人で相談しながら書く。NAOKIが持ってきたリフにKUMIがメロディを乗せることもあれば、お互いに核になるメロディとコードを持ち寄ってそれに肉付けすることもある。プライベートスタジオ設立後はレコーディングやミキシングの作業まで自分たちの手で行うようになった。
影響を受けたアーティストはローリング・ストーンズ、レッド・ツェッペリン、ボブ・ディラン、キャロル・キング、イーグルス、ビートルズ、サイモン&ガーファンクル、クリーデンス・クリアウォーター・リバイバル、エリック・クラプトン、ショッキング・ブルーなど。

## ディスコグラフィ

### シングル
|              | 発売日         | タイトル                                      | 規格           | 規格品番   | オリコン最高位 | 備考 |
| ------------ | -------------- | --------------------------------------------- | -------------- | ---------- | -------------- | --- |
| インディーズ |                |                                               |                |            |                | |
|              | 2000年1月      | LADY MADONNA 〜憂鬱なるスパイダー〜           | カセットテープ |            |                | タワーレコード限定発売。収録曲の「LADY MADONNA〜憂鬱なるスパイダー〜」と「二人だけのGroove」はメジャー発売盤とは別テイク。 |
| メジャー     |                |                                               |                |            |                | |
| 1st          | 2000年4月21日  | LADY MADONNA 〜憂鬱なるスパイダー〜           | CD             | VICL-35107 | 88位           | |
| 2nd          | 2000年7月5日   | Your Song                                     | CD             | VICL-35149 | 17位           | |
| 3rd          | 2000年11月1日  | Last Smile                                    | CD             | VICL-35188 | 11位           | |
| 4th          | 2001年5月23日  | Free World                                    | CD             | VICL-35260 | 5位            | |
| 5th          | 2001年11月7日  | I will be with you                            | CD             | VICL-35315 | 10位           | |
| 6th          | 2002年7月24日  | 裸の王様                                      | CD             | VICL-35408 | 14位           | |
| 7th          | 2003年1月22日  | I am waiting for you                          | CD             | VICL-35460 | 26位           | |
| 8th          | 2003年11月5日  | My last fight                                 | CD             | VICL-35589 | 12位           | |
| 9th          | 2004年12月8日  | fantastic world                               | CD             | VICL-35737 | 30位           | |
| 10th         | 2005年6月16日  | Right now                                     | CD             | VICL-35866 | 28位           | |
| 11th         | 2006年6月28日  | Aha! (All We Want)                            | CD+CD-ROM      | VIZL-193   | 25位           | 初回限定盤。 |
| 11th         | 2006年6月28日  | Aha! (All We Want)                            | CD             | VICL-36085 | 25位           | 通常盤。 |
| 12th         | 2010年5月19日  | Dry Town 〜Theme of Zero〜/Shadow behind      | CD             | VICL-36584 | 37位           | |
| 13th         | 2011年8月10日  | It's You 〜絶対零度コンプリートエディション〜 | CD+DVD         | VIZL-427   | 34位           | 初回限定盤。 |
| 13th         | 2011年8月10日  | It's You                                      | CD             | VICL-36654 | 34位           | 通常盤。 |
| 14th         | 2012年11月14日 | Beautiful World/Happy Xmas (War Is Over)      | CD             | VICL-36728 | 33位           | |

### 配信シングル
| 発売日        | タイトル                          | 備考   |
| ------------- | --------------------------------- | ------ |
| 2014年7月30日 | Good times, bad times             |        |
| 2015年8月28日 | Love Is All Around                |        |
| 2015年12月9日 | Merry Xmas To You                 |        |
| 2016年6月22日 | This moment / C'mon, it's my life |        |
| 2018年12月5日 | Sally                             |        |
| 2020年4月15日 | Swingin'                          |        |
| 2022年7月20日 | It’s not too late                 |        |
| 2022年8月17日 | A revolution                      |        |
| 2024年5月15日 | Forgive me not                    | [ 38 ] |

### オリジナル・アルバム
|          | 発売日        | タイトル                               | 規格              | 規格品番   | オリコン最高位 | 備考 |
| -------- | ------------- | -------------------------------------- | ----------------- | ---------- | -------------- | --- |
| 1st      | 2001年1月11日 | THE GREATEST HITS                      | CD                | VICL-60666 | 1位            | |
| 1st      | 2010年6月9日  | THE GREATEST HITS                      | SHM-CD            | VICL-70081 |                | リマスタリング盤。 |
| 1st      | 2015年2月18日 | THE GREATEST HITS                      | LPレコード        | VIJL-60134 |                | |
| 2nd      | 2002年1月9日  | LOVE PSYCHEDELIC ORCHESTRA             | CD                | VICL-60888 | 1位            | |
| 2nd      | 2010年6月9日  | LOVE PSYCHEDELIC ORCHESTRA             | SHM-CD            | VICL-70082 |                | リマスタリング盤。 |
| 2nd      | 2015年2月18日 | LOVE PSYCHEDELIC ORCHESTRA             | LPレコード        | VIJL-60135 |                | |
| 3rd      | 2004年2月25日 | LOVE PSYCHEDELICO III                  | CD                | VICL-61290 | 6位            | |
| 3rd      | 2010年6月9日  | LOVE PSYCHEDELICO III                  | SHM-CD            | VICL-70083 |                | リマスタリング盤。 |
| 3rd      | 2015年2月18日 | LOVE PSYCHEDELICO III                  | LPレコード        | VIJL-60136 |                | |
| 4th      | 2007年6月27日 | GOLDEN GRAPEFRUIT                      | CD+DVD            | VIZL-242   | 5位            | 初回限定盤。 |
| 4th      | 2007年6月27日 | GOLDEN GRAPEFRUIT                      | CD                | VICL-62431 | 5位            | 通常盤。 |
| 4th      | 2010年6月9日  | GOLDEN GRAPEFRUIT                      | SHM-CD            | VICL-70084 |                | リマスタリング盤。 |
| 4th      | 2015年2月18日 | GOLDEN GRAPEFRUIT                      | LPレコード        | VIJL-60137 |                | |
| 5th      | 2010年1月13日 | ABBOT KINNEY                           | CD                | VICL-63480 | 7位            | |
| 5th      | 2010年6月9日  | ABBOT KINNEY                           | SHM-CD            | VICL-70085 |                | リマスタリング盤。 |
| 5th      | 2015年2月18日 | ABBOT KINNEY                           | LPレコード        | VIJL-60138 |                | |
| ボックス | 2010年6月9日  | LOVE PSYCHEDELICO THE BEST SPECIAL BOX | 6SHM-CD           | VIZL-430   | -              | 5枚のオリジナル・アルバムをデジタル・リマスター&SHM-CD化、ボックス化した10周年記念のアニバーサリー・コレクターズ・ボックス。 |
| 6th      | 2013年4月17日 | IN THIS BEAUTIFUL WORLD                | CD+DVD            | VIZL-524   | 5位            | 初回限定盤。 |
| 6th      | 2013年4月17日 | IN THIS BEAUTIFUL WORLD                | CD                | VICL-64007 | 5位            | 通常盤。 |
| 6th      | 2015年2月18日 | IN THIS BEAUTIFUL WORLD                | LPレコード        | VIJL-60139 |                | |
| 7th      | 2017年7月5日  | LOVE YOUR LOVE                         | 2CD               | VIZL-1176  | 10位           | 初回限定盤。 |
| 7th      | 2017年7月5日  | LOVE YOUR LOVE                         | CD                | VICL-64802 | 10位           | 通常盤。 |
| 8th      | 2022年10月5日 | A revolution                           | CD＋7inchレコード | VIZL-2092  | 20位           | 初回限定盤(EPサイズ ジャケット仕様)。 ＜7inchレコード収録曲＞ SIDE-A：A revolution (Alternate Mix) SIDE-B：Swingin'          |
| 8th      | 2022年10月5日 | A revolution                           | CD                | VICL-65727 | 20位           | 通常盤。 |

### ベスト・アルバム
|                        | 発売日        | タイトル                                  | 規格             | 規格品番      | オリコン最高位 | 備考 |
| ---------------------- | ------------- | ----------------------------------------- | ---------------- | ------------- | -------------- | --- |
| 1st                    | 2005年2月9日  | Early Times The Best of LOVE PSYCHEDELICO | CD               | VICL-61578    |                | 初回限定盤。 |
| 1st                    | 2005年2月9日  | Early Times The Best of LOVE PSYCHEDELICO | CD               | VICL-61579    | 通常盤。       | |
| 2nd                    | 2008年5月20日 | This is LOVE PSYCHEDELICO                 | CD               | 08122799341   |                | 輸入盤（US盤）。米国・ハックトーンレーベルよりリリースの全米1stアルバム。                                                                                            |
| 2nd                    | 2008年6月18日 | This is LOVE PSYCHEDELICO〜U.S. BEST      | CD               | VICL-62840    |                | 全米デビューアルバムにボーナス・トラック2曲を加えた期間限定生産の日本国内盤。                                                                                        |
| 3rd                    | 2015年2月18日 | LOVE PSYCHEDELICO THE BEST I              | CD               | VICL-64273    |                | |
| 4th                    | 2015年2月18日 | LOVE PSYCHEDELICO THE BEST II             | CD               | VICL-64274    |                | |
| ボックス               | 2015年2月18日 | LOVE PSYCHEDELICO THE BEST SPECIAL BOX    | 3CD+ブックレット | VIZL-795      |                | ベスト・アルバム2作品とブックレット「LOVE PSYCHEDELICO OFFICIAL GUIDE BOOK」とスペシャル・ライヴ音源CD「THE BEST LIVE SELECTION」がセットの初回限定スペシャルBOX盤。 |
| シングル・コレクション | 2020年3月25日 | Complete Singles 2000〜2019               | 4CD              | VICL-65323〜6 |                | デビュー20周年記念。 メンバー監修によるオールタイム・ベスト |

### ライブ・アルバム
|     | 発売日         | タイトル                                             | 規格             | 規格品番     | オリコン最高位 | 備考         |
| --- | -------------- | ---------------------------------------------------- | ---------------- | ------------ | -------------- | ------------ |
| 1st | 2006年3月22日  | LIVE PSYCHEDELICO                                    | CD               | VICL-61883   |                |              |
| 2nd | 2015年12月23日 | 15th ANNIVERSARY TOUR -THE BEST- LIVE                | 2CD+Blu-ray Disc | VIZL-892     |                | 初回限定盤。 |
| 2nd | 2015年12月23日 | 15th ANNIVERSARY TOUR -THE BEST- LIVE                | CD               | VICL-64434   | 通常盤。       |              |
| 3rd | 2022年3月30日  | 20th Anniversary Tour 2021 Live at LINE CUBE SHIBUYA | 2CD              | VICL-65667/8 |                |              |

### 映像作品
|                  | 発売日         | タイトル                                             | 規格               | 規格品番  | オリコン最高位 | 備考 |
| ---------------- | -------------- | ---------------------------------------------------- | ------------------ | --------- | -------------- | --- |
| ドキュメンタリー | 2002年11月21日 | THE FILM 1999.12-2002.05                             | DVD                | VIBL-70   |                | デビュー以来2年間の活動を記録したドキュメントフィルム。 |
| ドキュメンタリー | 2004年9月22日  | THE FILM 1999.12-2002.05                             | DVD                | VIBL-191  |                | デビュー以来2年間の活動を記録したドキュメントフィルム。 |
| ライブビデオ     | 2005年12月7日  | IN CONCERT AT BUDOKAN                                | DVD                | VIBL-278  |                | 2005年5月27日に日本武道館にて行った「LOVE PSYCHEDELICO IN CONCERT AT BUDOKAN」の模様を収録。                                                                               |
| ボックス         | 2008年6月18日  | GOLDEN GRAPEFRUIT BOX                                | 2DVD               | VIBL-428  |                | 2007年に行われた「IN CONCERT AT BUDOKAN 2007」「GOLDEN GRAPEFRUIT TOUR LIQUIDROOM LIVE」というコンセプトの異なる2つのライヴに加え、MVなどの特典映像収録のコンプリートDVD。 |
| ボックス         | 2022年3月30日  | 20th Anniversary Tour 2021 Live at LINE CUBE SHIBUYA | Blu-ray+2CD+グッズ | VIZL-2034 |                | 2021年5月から全国9箇所で開催となった20th Anniversary Tourの模様を収録。 完全生産限定盤。                                                                                   |
| ボックス         | 2022年3月30日  | 20th Anniversary Tour 2021 Live at LINE CUBE SHIBUYA | DVD+2CD+グッズ     | VIZL-2035 |                | 完全生産限定盤。 |
| ボックス         | 2022年3月30日  | 20th Anniversary Tour 2021 Live at LINE CUBE SHIBUYA | Blu-ray            | VIXL-371  |                | 通常盤。 |
| ボックス         | 2022年3月30日  | 20th Anniversary Tour 2021 Live at LINE CUBE SHIBUYA | DVD                | VIBL-1052 |                | 通常盤。 |

## タイアップ一覧
| 使用年 | 曲名                                | タイアップ                                                                               |
| ------ | ----------------------------------- | ---------------------------------------------------------------------------------------- |
| 2000年 | LADY MADONNA 〜憂鬱なるスパイダー〜 | Right-on TV-CFソング                                                                     |
| 2000年 | LADY MADONNA 〜憂鬱なるスパイダー〜 | テレビ朝日系『Mの黙示録』エンディングテーマ                                              |
| 2000年 | Your Song                           | SEIKO「LUKIA」CMソング                                                                   |
| 2001年 | Free World                          | 大塚製薬「ポカリスエット」CMソング                                                       |
| 2003年 | My last fight                       | 関西テレビ・フジテレビ系ドラマ『ハコイリムスメ!』主題歌                                  |
| 2004年 | Everybody needs somebody            | 松竹/アスミック・エース配給映画『ホテル ビーナス』主題歌                                 |
| 2004年 | neverland                           | 松竹/アスミック・エース配給映画『ホテル ビーナス』挿入歌                                 |
| 2004年 | Silver dust lane                    | 江崎グリコ「ウォータリングキスミントガム」TV-CMソング                                    |
| 2005年 | fantastic world                     | NTT DoCoMo「Panasonic FOMA P901i」TV-CMソング                                            |
| 2005年 | Right now                           | NTT DoCoMo「FOMA P901iS（リズム・シンクロ 篇）」CMソング                                 |
| 2005年 | Brown-eyed Joe                      | 江崎グリコ「ウォータリングキスミントガム」TV-CMソング                                    |
| 2005年 | Everyone, everyone                  | 愛・地球博公式FM「FM LOVEARTH」イメージソング                                            |
| 2006年 | Aha! (All We Want)                  | NTT DoCoMo「FOMA P902iS（リズム・シンクロ篇）」CMソング                                  |
| 2006年 | HELP!                               | NHK『英語でしゃべらナイト』オープニングテーマ                                            |
| 2006年 | Together                            | NTT DoCoMo「Panasonic FOMA P902i」CMソング                                               |
| 2006年 | Mind across the universe            | NTT DoCoMo「Panasonic FOMA P903i」TV-CMソング                                            |
| 2007年 | Rain                                | NTT DoCoMo「Panasonic FOMA P903iX」イメージソング                                        |
| 2007年 | Rain                                | 「FOMA P903iX HIGH-SPEED」WEBドラマ『高速ティーチャー チアキ先生』使用曲                 |
| 2007年 | 7 days                              | NTT DoCoMo「Panasonic FOMA P904i」TV-CMソング                                            |
| 2007年 | Freedom                             | NHK BS1『MLB アメリカ大リーグ中継』イメージソング                                        |
| 2007年 | Freedom                             | 日本テレビ系『週末のシンデレラ 世界!弾丸トラベラー』テーマソング                         |
| 2008年 | Carnation                           | CBC・TBS系『赤道大紀行』テーマソング                                                     |
| 2008年 | I saw you in the rainbow            | CBC・TBS系『赤道大紀行』テーマソング                                                     |
| 2009年 | Beautiful days                      | 映画『天使の恋』挿入歌                                                                   |
| 2009年 | Here I am                           | 映画『天使の恋』挿入歌                                                                   |
| 2009年 | waltz                               | 映画『天使の恋』挿入歌                                                                   |
| 2010年 | This way                            | TBS系『A-Studio』テーマソング                                                            |
| 2010年 | Bring down the Orion                | CBC・TBS系『赤道大紀行～最終章～』テーマソング                                           |
| 2010年 | Dry Town 〜Theme of Zero〜          | フジテレビ系ドラマ『絶対零度～未解決事件特命捜査～』メインテーマ                         |
| 2010年 | Shadow behind                       | フジテレビ系ドラマ『絶対零度～未解決事件特命捜査～』オープニングテーマ                   |
| 2010年 | Everybody needs Somebody            | ION Kesho「夢のはじまり」篇 CMソング                                                     |
| 2011年 | It's You                            | フジテレビ系ドラマ『絶対零度～特殊犯罪潜入捜査～』メインテーマ                           |
| 2011年 | Shadow behind                       | フジテレビ系ドラマ『絶対零度～特殊犯罪潜入捜査～』オープニングテーマ                     |
| 2012年 | Beautiful World                     | 東宝配給映画『任侠ヘルパー』主題歌                                                       |
| 2013年 | Shining On                          | ジャックス「未来にタネをまこう。足りない」編/「未来にタネをまこう。見えない」編 CMソング |
| 2013年 | Calling You                         | ミスタードーナツ「冷やし汁そば」シリーズ『食べた人から』篇 TV-CMソング                   |
| 2013年 | No Reason                           | 映画『R-18文学賞vol.1 自縄自縛の私』主題歌                                               |
| 2013年 | Good to me                          | JVCケンウッド「Everio」TV-CMソング                                                       |
| 2014年 | Good times, bad times               | ジャックス「僕はここにいる」編/「想像力で未来は」編 CMソング                             |
| 2015年 | Love Is All Around                  | ジャックス「未来を変える朝」編/「のどぐろ」編 CMソング                                   |
| 2015年 | Merry Xmas To You                   | 渋谷マークシティ クリスマスジングル                                                      |
| 2016年 | C'mon, it's my life                 | グッドイヤーCMソング                                                                     |
| 2016年 | This moment                         | ジャックス「未来は、過去の延長じゃない。」篇/「Favorite Music」篇 TVCMソング             |
| 2017年 | Place Of Love                       | 東宝配給映画『昼顔』主題歌                                                               |
| 2020年 | Freedom                             | ジャックス「さあ、未来へ」編 CMソング                                                    |
| 2020年 | Swingin'                            | テレビ東京系ドラマBiz『行列の女神～らーめん才遊記～』主題歌                              |
| 2024年 | Forgive me not                      | 関西テレビ・DMM TVドラマ『社内処刑人〜彼女は敵を消していく〜』主題歌                     |

## 出演

### ラジオ
- アーティスト・プロデュース・スーパー・エディション（JFNC、2004年3月・2006年4月・2007年7月・2013年4月・2022年10月）
- Third Stone from The Sun（2013年4月4日 - 、InterFM、毎週木曜日を経て現在は毎月2回隔週日曜の第1・第3週目に放送） - メインパーソナリティー